# Progetto Chanology

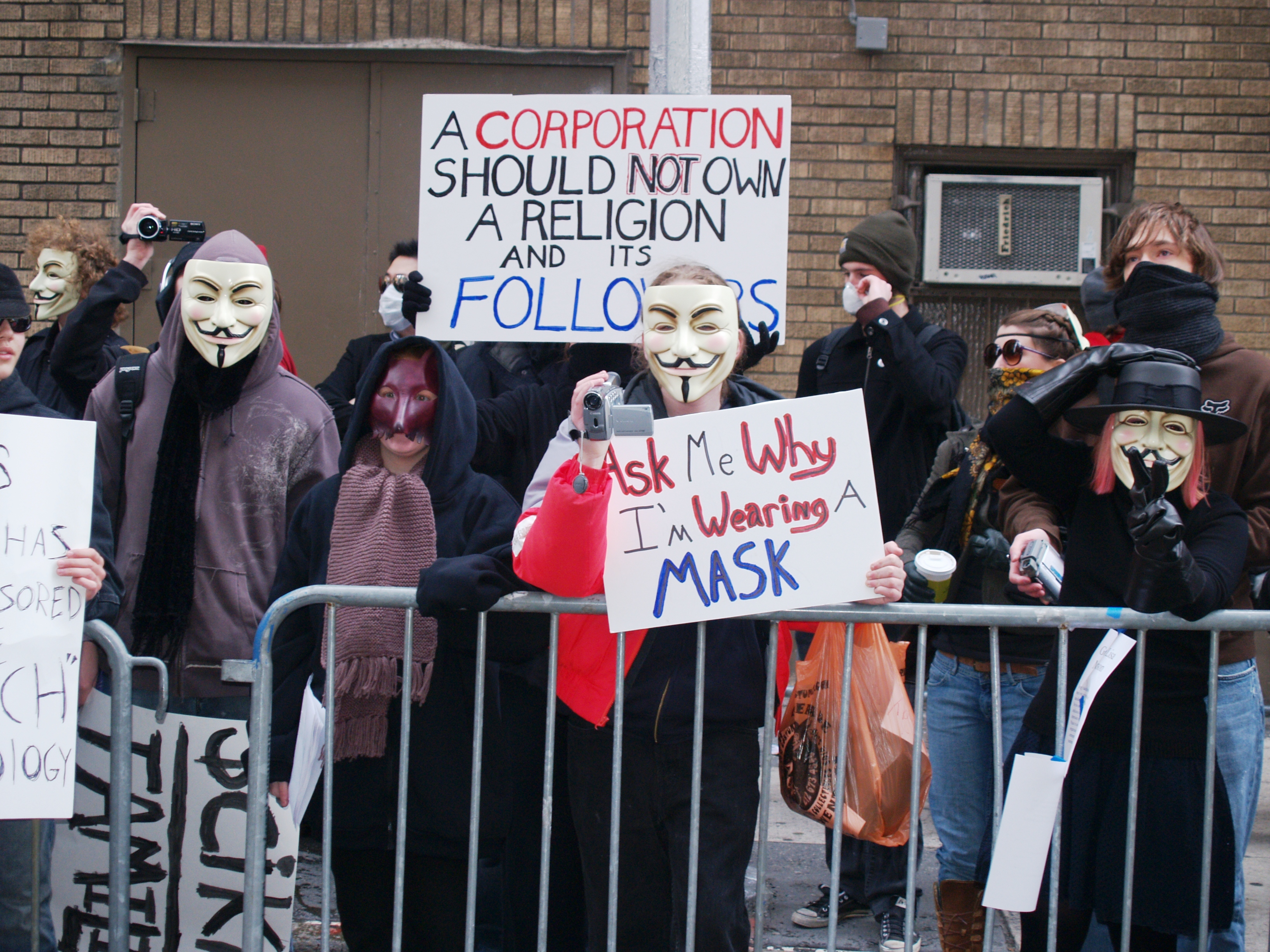
Manifestanti del progetto Chanology con indosso la maschera di Guy Fawkes fuori da una sede di Scientology il 10 febbraio 2008.

Progetto Chanology (anche chiamato operazione Chanology) è un movimento di protesta contro le pratiche della Chiesa di Scientology, promosso dai membri del gruppo Anonymous, un gruppo privo di leader nato su internet che definisce se stesso ubiquo. Il progetto è nato in risposta ai tentativi della chiesa di Scientology di rimuovere da internet del materiale proveniente da una pubblicizzatissima intervista rilasciata da un membro di Scientology, l'attore Tom Cruise nel gennaio 2008.
Il progetto è stato lanciato pubblicamente in forma di un video pubblicato su YouTube, "Messaggio a Scientology", il 21 gennaio 2008. Il video affermava che il gruppo Anonymous vedeva le azioni di Scientology come una forma di censura, ed affermava l'intenzione del gruppo di "espellere la chiesa da Internet". Questo messaggio è stato seguito da una serie di attacchi DDoS, ed in seguito, fax di fogli completamente neri per far finire l'inchiostro delle macchine fax, scherzi telefonici e altre misure destinate a disturbare le operazioni della Chiesa di Scientology. Nel febbraio 2008, i metodi della protesta sono diventati legali: il progetto Chanology ha iniziato a protestare utilizzando manifestazioni non violente, si susseguirono in tutto il mondo manifestazioni pacifiche davanti alle sedi di Scientology: Orlando, Sydney, Los Angeles, Adelaide, Telaviv, Berlino, Londra e Melbourne. Per promuovere le manifestazioni venne realizzato un secondo video, il quale stabiliva un codice di condotta. Si tentò inoltre di coinvolgere l'Internal Revenue Service affinché indagasse la situazione fiscale della Chiesa di Scientology negli Stati Uniti.
Le reazioni dalla Chiesa di Scientology in merito agli interventi dei manifestanti sono state varie. Inizialmente un portavoce di Scientology ha dichiarato che i membri del gruppo Anonymous "sono in possesso di alcune informazioni sbagliate" su Scientology. Un altro membro della Chiesa di Scientology ha fatto riferimento al gruppo Anonymous con l'appellativo "computer geek" ("fanatici del computer"). Più tardi, la Chiesa di Scientology ha iniziato a far riferimento al gruppo Anonymous come a dei "cyberterroristi" che perpetrano "crimini di odio religioso" contro la Chiesa.
I detrattori di Scientology hanno criticato le azioni del Progetto Chanology, affermando che si limitano a fornire alla Chiesa di Scientology la possibilità di "giocare la carta della persecuzione religiosa". Altri critici, come Mark Bunker e Tory Christman, inizialmente hanno contestato la legittimità del Progetto Chanology ed i suoi metodi, ma in seguito si sono pronunciati a sostegno del progetto nel momento in cui questo si è spostato su proteste nonviolente ed altri metodi di protesta legali.